# Richard Scholtes

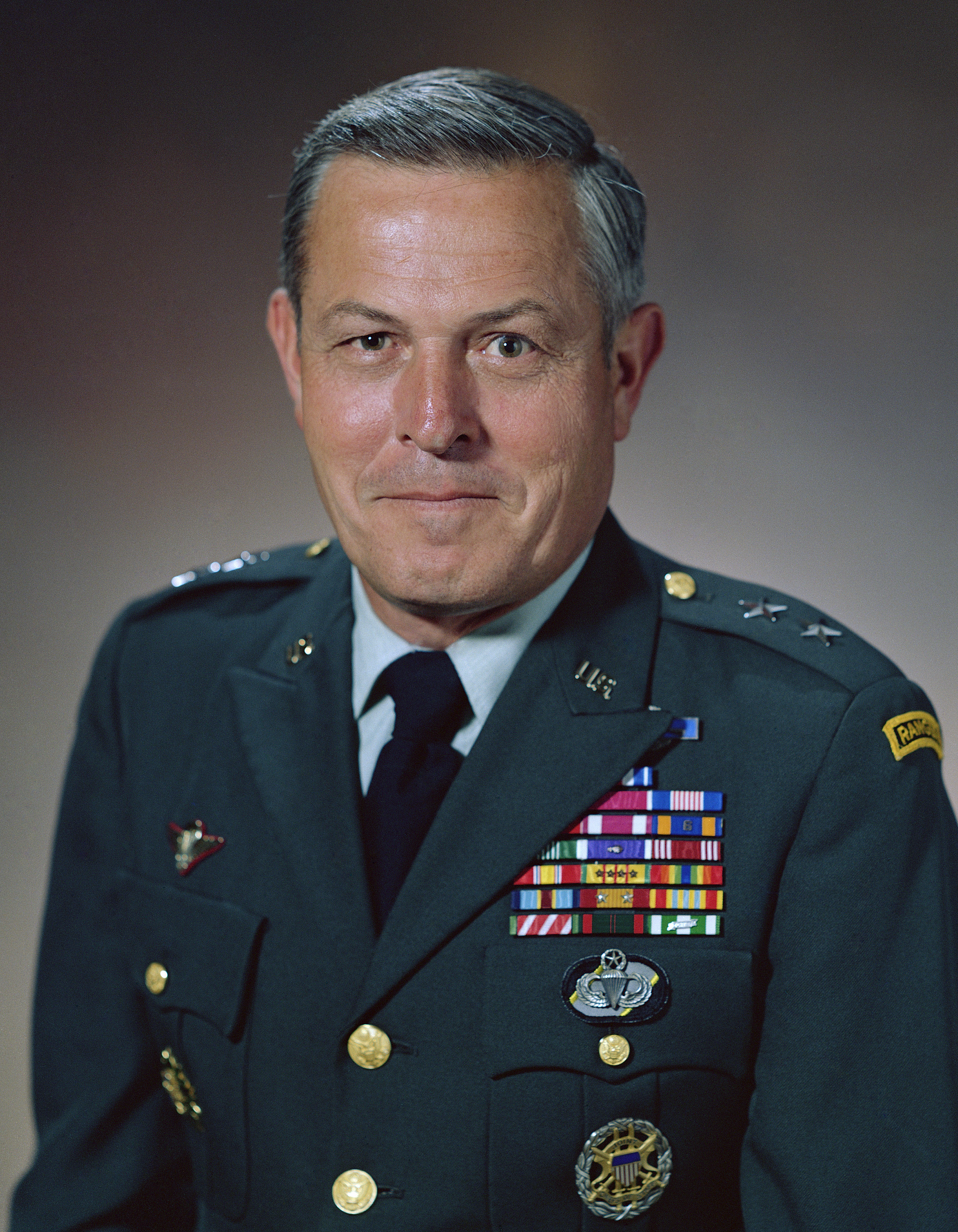
Richard A. Scholtes (1982)

Richard Adrian Scholtes (* 18. März 1934 in Joliet, Will County, Illinois) ist ein pensionierter Generalmajor der United States Army. Er war unter anderem Kommandeur der 2. Panzerdivision.
In den Jahren 1953 bis 1957 durchlief Richard Scholtes die United States Military Academy in West Point. Nach seiner Graduation wurde er als Leutnant in das Offizierskorps des US-Heeres aufgenommen. In der Armee durchlief er anschließend alle Offiziersränge vom Leutnant bis zum Zwei-Sterne-General.
Im Lauf seiner militärischen Karriere absolvierte Scholtes verschiedene Kurse und Schulungen. Dazu gehörten unter anderem der Infantry Officer Basic Course, die United States Marine Corps Amphibious Warfare School, das Command and General Staff College sowie das United States Army War College. Außerdem erhielt er einen akademischen Grad von der George Washington University.
In seinen jüngeren Jahren absolvierte er den für Offiziere in den niederen Rangstufen üblichen Dienst in verschiedenen Einheiten und Standorten. Dazu gehörten auch Aufgaben als Stabsoffizier in verschiedenen Hauptquartieren. In den 1960er Jahren war er mit der 5. Infanteriedivision im Vietnamkrieg. Dabei war er zunächst Stabsoffizier bei der 1. Brigade der Division, dann kommandierte er ein Bataillon, das ebenfalls der 5. Infanteriedivision unterstand.
Nach seiner Rückkehr in die Vereinigten Staaten setzte Scholtes seine Laufbahn bei verschiedenen Einheiten und an unterschiedlichen Standorten sowohl als Kommandeur als auch als Stabsoffizier fort. Er kommandierte unter anderem zwei Brigaden der 4. Infanteriedivision. Mit einer dieser Brigaden wurde er für einige Zeit nach Deutschland versetzt. Später kehrte er an die Militärakademie in West Point zurück, wo er taktischer Offizier und stellvertretender Kommandeur der Kadetten war.
Daran schloss sich eine Versetzung zu den Joint Chiefs of Staff an, wo er in der Stabsabteilung J3 (Operationen) arbeitete. Es folgte eine Versetzung zur 82. Luftlandedivision. Danach übernahm er das Kommando über das gerade gegründete United States Joint Special Operations Command in Fort Bragg. Dieses Kommando hatte er zwischen Dezember 1980 und August 1984 inne.
Am 20. August 1984 erhielt Scholtes als Nachfolger von John W. Woodmansee das Kommando über die 2. Panzerdivision im damaligen Fort Hood, dem heutigen Fort Cavazos. Eine verstärkte Brigade der Division war damals in Deutschland stationiert. Dieses Kommando hatte er bis zum 24. Juni 1986 inne. Nachdem er sein Amt an Roger J. Price übergeben hatte, schied er aus dem aktiven Militärdienst aus.
Im Jahr 1986 setzte er sich vor dem Kongress vehement für die Schaffung eines neuen Kommandos der amerikanischen Streitkräfte ein, das sich aus mehreren Teilstreitkräften zusammensetzen sollte. Wenig später wurde dieser Vorschlag umgesetzt und das United States Special Operations Command gegründet.

## Orden und Auszeichnungen
Richard Scholtes erhielt im Lauf seiner militärischen Laufbahn unter anderem folgende Auszeichnungen:
- Silver Star
- Defense Superior Service Medal
- Legion of Merit
- Soldier’s Medal
- Bronze Star Medal
- Purple Heart
- Air Medal
- Meritorious Service Medal